# Rhogeessa parvula
Rhogeessa parvula är en fladdermusart som beskrevs av Harrison Allen 1866. Rhogeessa parvula ingår i släktet Rhogeessa och familjen läderlappar. Inga underarter finns listade i Catalogue of Life. Typexemplaret hittades på öarna Islas Marías väster om Mexiko. Antagligen är arten nära släkt med Rhogeessa minutilla och Rhogeessa tumida. Artepitet parvula i det vetenskapliga namnet är det latinska ordet för liten.

## Utseende
Av alla släktmedlemmar som har en 12 till 13,5 mm lång skalle har Rhogeessa parvula en svansflyghud som inte är naken. Dessutom är den tredje framtanden per sida i underkäken mindre än den andra. Exemplaren blir med svans 69 till 79 mm långa, svanslängden är 26 till 32 mm och vikten varierar mellan 3 och 8 g. Djuret har 28 till 30 mm långa underarmar, bakfötter som är 4,5 till 7 mm långa och 12 till 14 mm stora öron. De minsta individerna hittades i delstaten Nayarit. Typisk för ansiktet är små ögon, en vårta ovanför varje öga, en vårta på hakan och morrhår på läpparna. De korta och mjuka håren på ovansidan är vid roten gråa och vid spetsen mellanbrun, kastaniebrun eller liksom hos en rådjursunge. Undersidans hår är ungefär lika men spetsen är ljusgrå med rosa nyanser. Med undantag av svansflyghuden är flyghuden naken. En beskrivning från 1965 nämner mer gulaktig päls. Rhogeessa parvula skiljer sig även i avvikande detaljer av hannens penisben från andra släktmedlemmar. Hela svansen är inbäddad i svansflyghuden. Artens 30 tänder fördelar sig efter tandformeln I 1/3, C 1/1, P+M 4/5.

## Utbredning
Arten förekommer i västra Mexiko. Den lever i låglandet och i bergstrakter upp till 1500 meter över havet. Habitatet utgörs av lövfällande skogar där flera växter har taggar. Rhogeessa parvula äter främst insekter. Den hittas ofta vid vattendrag och andra vattenansamlingar. Fladdermusen besöker ibland odlingsmark.

## Ekologi
Exemplaren delar reviret med olika andra arter av släktet Rhogeessa och med andra fladdermöss. Födan utgörs av olika insekter. I norra delen av utbredningsområdet hittades dräktiga honor med en eller två embryon mellan april och juni. Enstaka fynd tyder på att fortplantningen sker tidigare längre söderut.

## Hot
För beståndet är inga hot kända men arten är sällsynt och större skyddszoner kan vara gynsamma. Hela populationen bedömst som stabil. IUCN kategoriserar arten globalt som livskraftig.